# Benaoján
 Benaoján  est une commune de la province de Malaga dans la communauté autonome d'Andalousie en Espagne.

## Géographie

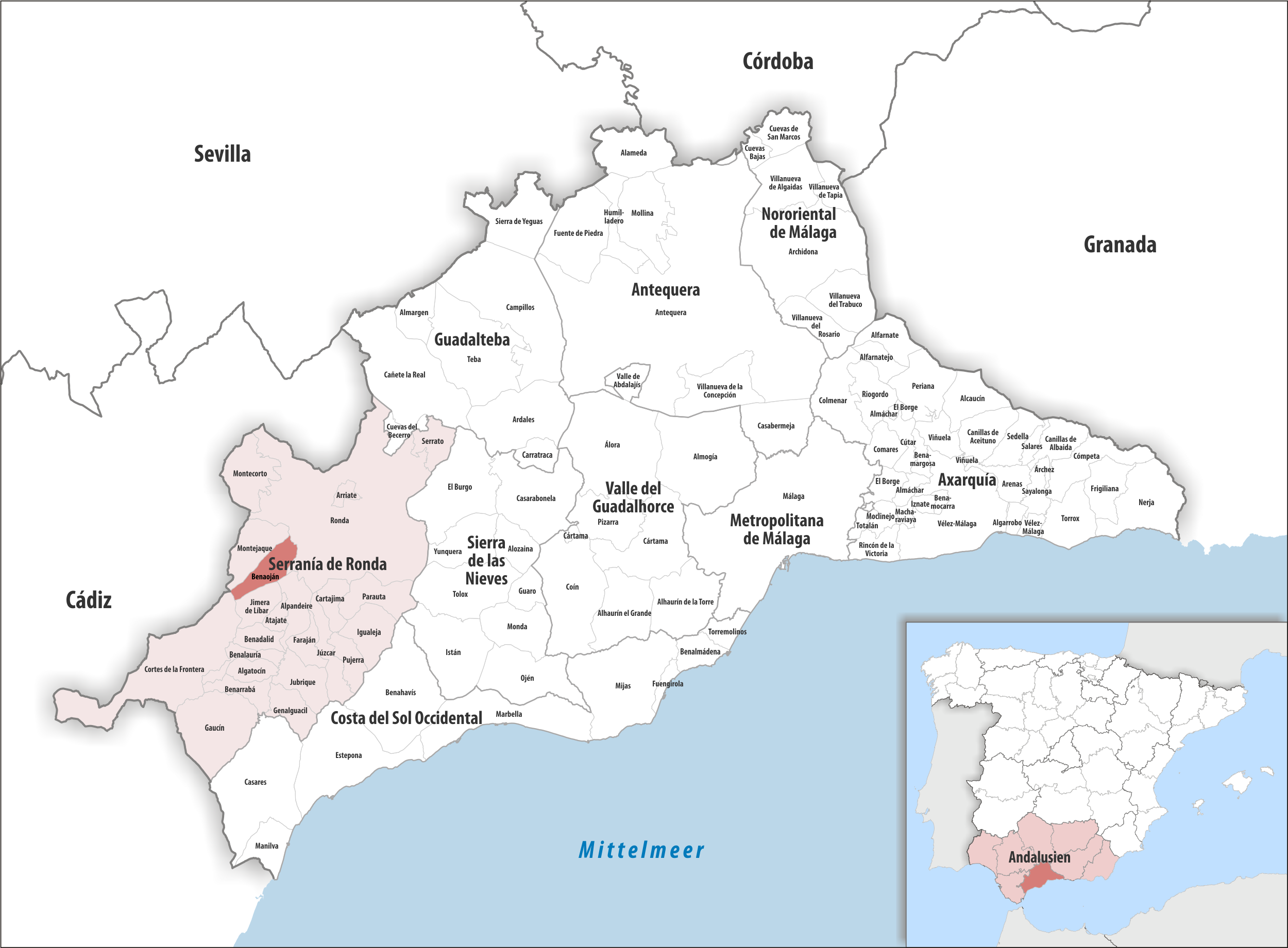
Benaoján dans la province de Malaga / en Andalousie

### Localisation
Benaoján fait partie de la comarque de Serranía de Ronda, province de Malaga.
Malaga est à 114 km à l'est (avec un assez grand détour par le nord-est qui évite les petites routes de montagne passant entre les sommets du parc national de la Sierra de las Nieves) ; 
Gibraltar à 98 km au sud ; 
Jerez de la Frontera à 120 km à l'ouest ;
Cadix à 149 km au sud-ouest.
Plus de la moitié de la commune, côté ouest, estincluse dans le parc naturel de la Sierra de Grazalema.